# ياكيرة قليلة الأزهار
ياكيرة قليلة الأزهار (الاسم العلمي:Yakirra pauciflora) هي نوع من النباتات تتبع جنس الياكيرة من الفصيلة النجيلية.